# Johann Just Winckelmann

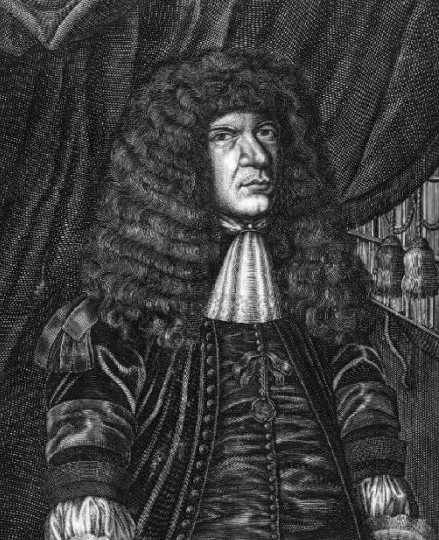
Johann Justus Winkelmann

Johann Just Winckelmann, auch Johann Justus Winkelmann (* 29. August 1620 in Gießen; † 3. Juli 1699 in Bremen) war ein deutscher Schriftsteller, Historiograph und Mnemotechniker.

## Leben
Johann Just Winckelmann war der jüngste Sohn von Johannes Winckelmann (1551–1626) und dessen vierter Ehefrau Barbara geb. Stumpf. Nach dem Tod seines Vaters schickte seine Mutter ihn zu Verwandten in der Nähe von Butzbach, wo er ab 1632 die Lateinschule besuchte. 1633 wechselte er an das Marburger Pädagogium. 1637 immatrikulierte er sich auch an der dortigen Universität, wo er sich der Theologie, Philosophie, Jurisprudenz und Geschichtswissenschaft widmete. Er hörte dort aber auch Vorlesungen bei Johann Balthasar Schupp, der als satirischer Schriftsteller bekannt war.
Nachdem Winckelmann 1639 die Magisterwürde erhalten hatte, ging er nach einer Studienreise 1640 für weitere Studien nach Herborn sowie an die Hochschulen in Amsterdam, Utrecht und Leiden. Anschließend machte er weitere Reisen durch die deutschen Staaten bis nach Ostpreußen und Dänemark. Eine Zeitlang stand er im Militärdienst und machte einen Feldzug in Flandern mit. Anschließend in die Dienste des Landgrafen Georg II. und nahm an der Erstürmung von Butzbach am 20. April 1646 teil. Ein Streit mit Ernst Albrecht von Eberstein, seinem kommandierenden General, beendete allerdings seine Militärkarriere. Er wandte sich daraufhin wieder wissenschaftlicher Beschäftigung zu und schlug dem Landgrafen vor, eine Geschichte des Hauses Hessen-Darmstadt und der Landgrafschaft auszuarbeiten. Georg II. billigte das Vorhaben und ernannte Johann Just Winckelmann zu seinem Historiographen. Da die Entlohnung für die Stellung allerdings nicht ausreichte, trat Winckelmann Ende 1653 zusätzlich in die Dienste des Grafen Anton Günther von Oldenburg. In Oldenburg wurde Winckelmann am 1. Januar 1654 ebenfalls als Historiograph bestallt, wobei ihm gestattet wurde, auch an seiner hessischen Landesgeschichte weiterzuarbeiten.
In der folgenden Zeit erfüllte er seinen Auftrag, eine Umfangreiche Chronik der Regierungszeit Anton Günthers zu verfassen und hatte daher Zugang zum gräflichen Archiv wie zu Informationen über einzelne Ereignisse vom Grafen selbst. Dieser bestimmte in groben Zügen sowohl die inhaltlichen Schwerpunkte als auch die Beurteilungsmaßstäbe der in dem Werk geschilderten Ereignisse und las die fertigen Teile des Manuskripts Korrektur. 1671, vier Jahre nach dem Tode des Grafen, der die Fertigstellung des Werks auch testamentarisch verfügt hatte, erschien dann das mit Kupferstichen und einer Karte Oldenburgs illustrierte, über 600 Seiten umfassende Werk mit dem Titel „Oldenburgische Friedens- und der benachbarten Oerter Kriegshandlungen“.
Daneben verfasste Winckelmann in seiner Oldenburger Zeit eine Vielzahl genealogischer Abhandlungen, die die Verwandtschaftsbeziehungen des Grafenhauses zu fast allen europäischen Fürsten aufzeigten, dazu staatswissenschaftliche Handbücher, umfangreiche Notizen zur sächsisch-westfälischen Geschichte und theologische Untersuchungen, die laut seines Biographen Hans Friedl im BHGLO zu Recht in Vergessenheit geraten sind. Laut Friedl bildet allerdings eine lebendige Beschreibung des Ammerlandes im Frühling eine Ausnahme, die als ein reizvolles Beispiel oldenburgischer Barockpoesie gelten kann.
Parallel arbeitete Winckelmann auch an seiner hessischen Geschichte weiter und konnte Mitte der 1650er Jahre umfangreiche Teile seines Manuskripts an seine Auftraggeber senden. Diese waren jedoch mit seiner Darstellung überhaupt nicht einverstanden und setzten eine Zensurkommission ein, vor der Winckelmann wiederholt erscheinen und sich rechtfertigen musste. Um den maßlosen Änderungswünschen nicht nachgeben zu müssen, gab Winckelmann das Werk schließlich selbst heraus, schlug dazu mehrere andere Stellenangebote aus und übersiedelte nach dem Tod Anton Günthers nach Bremen, wo er an der Drucklegung des Manuskripts arbeitete, die seine gesamten Ersparnisse auffraß. Noch vor der Fertigstellung starb er völlig verarmt am 3. Juli 1699.

## Mnemotechnik

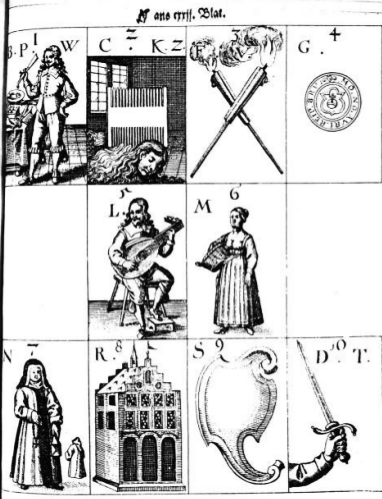
Johann Just Winckelmann: Zuordnung der Konsonanten zu den Ziffern von 0 bis 9

Unter dem Pseudonym Stanislaus Mink von Weunßhein (oder Wennshein oder Wenusheim oder Winusheim) beschäftigte er sich mit der Mnemotechnik und entwickelte nach Pierre Hérigone ebenfalls einen Zifferncode, den er 1648 veröffentlichte. Aus diesem wurde später das heutige Major-System. Da er für die Verbreitung des Zifferncodes maßgeblich war, sprach man vom „Winckelmannschen Zifferncode“.

## Familie
Winckelmann heiratete am 10. Mai 1664 in Delmenhorst Anna Margaretha Balich (1643–1695), die Tochter des in schwedischen Diensten stehenden Arztes Anton Günther Balich († 1646) und der Bremer Kaufmannstochter Catharina geb. Schweers. Das Paar hatte neun Kinder, von denen die meisten früh starben; Anton Günther (1673–1718) wurde später herzoglich-braunschweigischer Rat und Amtmann.